# Chrono Resurrection
Chrono Resurrection, также известная как Chrono Trigger: Resurrection, — неизданная компьютерная ролевая игра, созданная поклонниками серии Chrono из североамериканской команды Resurrection Games под началом Натана Лазура, выпуск которой был намечен на Рождество 2004 года. Игра основана на популярной игре Chrono Trigger, выпущенной для игровой приставки Super NES японской компанией Square Co. в 1995 году. Изначально проект назывался CT64, в рамках которого планировалось создать ремейк оригинальной игры для приставки Nintendo 64 с возможностью выбрать 2D или 3D графику.
После перерыва в работе, цели проекта были переопределены: разработчики решили создать короткую демо-версию игры для PC-совместимых компьютеров под управлением операционной системы Microsoft Windows; планировалось также портировать Resurrection на другие платформы. К команде присоединились новые специалисты, включая профессиональных художников и дизайнеров, которые должны были переделать десять игровых сцен и большинство персонажей из Chrono Trigger для демо. Однако в 2004 году проект был официально закрыт после того, как компания Square Enix отправила письмо Resurrection Games с требованием прекратить свою деятельность ввиду нарушения авторских прав. Несмотря на закрытие, проект получил значительную поддержку от фанатов.

## Версия для Nintendo 64
Изначально Натан Лазур планировал создать ремейк популярной компьютерной ролевой игры Chrono Trigger для приставки Nintendo 64; Trigger была выпущена в 1995 году компанией Square Co. для Super NES. Лазур назвал свой проект CT64 и приступил к созданию игры с помощью утилит GNU для создания игр homebrew. Идея изначально пришла к Натану в 1999 году после того, как он поиграл в Chrono Trigger и Super Mario 64, а затем задумался, как Trigger выглядел бы в 3D. Этот ремейк, который разрабатывали всего четыре человека, был первой попыткой Натана Лазура создать полноценную игру, продолжающую серию Chrono — ранее он пробовал работать лишь над мини-играми. Планировалось, что в игре будет та же система сражений, как и в Trigger, но появится возможность прохождения вдвоём. В одном из интервью Лазура спросили, как компании Nintendo и Square Co. относятся к его проекту:

Nintendo не знает о проекте и не оказывает ему никакой поддержки. Но все утилиты, которые я использую в работе, являются свободными (GNU), поэтому я не нарушаю авторских прав компании. Square тоже ничего не знает об этой игре, но я не думаю, что они обрадуются, узнав, что я использую их товарный знак. Поэтому на логотип было помещено примечание, указывающее, что марка Chrono принадлежит им. Впрочем, я вовсе не думаю, что это имеет какое-то значение, поскольку проект не коммерческий и я не собираюсь зарабатывать деньги за счёт их труда.
Оригинальный текст (англ.)Nintendo doesn't know about the project, and it isn't supported by them at all. The development system is GNU based, so it doesn't infringe on any of their copyrights. Square Co. Ltd. doesn't know either, but I don't think that they'll appreciate me using their copyrights. Because of this, I have put a disclaimer on the splash screen saying that Chrono Trigger is their copyright, etc. I really don't think that it will matter, though, since this is not a commercial project and that I'm not making any kind of money off of their hard work.
— Натан Лазур, программист и директор
Игра должна была содержать два режима. Первый подразумевал двухмерную и предварительно отрендеренную графику с трёхмерной анимацией заклинаний и эффектов в битве. Разрешение в игре должно было быть стандартным для консоли Nintendo 64 — 320 × 240, а частота смены кадров — 30 кадров в секунду. Часть анимации, созданной Лазуром, должна была работать с программной частью, а не с аппаратными ресурсами Nintendo 64, так как приставка некорректно выполняла рендеринг.
Второй режим, по замыслу разработчиков, должен был подразумевать полностью трёхмерную графику с обычным (320 × 240) или высоким (640 × 480) разрешением. Планировалось, что этот режим будет поддерживать различные уровни детализации текстур в зависимости от расстояния до камеры, чтобы максимально повысить производительность и чёткость графики (однако эта функция была включена только для обычного разрешения ввиду больших затрат ресурсов консоли). В обоих режимах вид в игре должен был быть реализован сзади и сверху, хотя во втором режиме камера иногда могла оказываться под другими, более удобными углами, как в The Legend of Zelda: Ocarina of Time. Частота кадров в Resurrection при таком режиме должна была достигать 25 кадров в секунду при количестве полигонов до 20 000 и с включённым звуком. Лазур отметил в одном из интервью, что создание второго режима игры является наиболее сложным, так как для его реализации требуется выполнить гораздо больше работы, а этим занимаются всего четыре человека.
Планировалось также добавление галереи, содержащей фанатские рисунки, музыку и мини-игры, например карточную игру, похожую на Triple Triad из Final Fantasy VIII. Игроки могли бы открывать дополнительные материалы по мере прохождения игры. Разработчики хотели сделать игру бесплатной и доступной для загрузки через интернет. Играть в неё нужно было с помощью специального эмулятора игровой приставки, так как издание CT64 на картридже было проблематичным по финансовым соображениям. В итоге была создана только наполовину работающая версия с трёхмерной графикой, а затем в середине 2000 года проект был заморожен по нескольким причинам, включая случайную потерю данных Лазуром и его желание лучше изучить программирование. Он понял, что ему не хватает опыта, чтобы создать подходящую модель игры, кроме того, он с трудом находил людей для команды.

## Вторая версия

### Разработка
Разработка второй версии проекта, изначально названной Chrono Trigger: Brink of Time, а затем Chrono Resurrection, была начата в апреле 2003 года. Лазур объяснил своё желание продолжить работу тем, что, во-первых, он повысил свои навыки, написав программу для карты памяти Dreamcast и работая в компании DC Studios, разрабатывающей игры, а, во-вторых, он поиграл в Chrono Cross, продолжение Trigger для PlayStation, и сиквел ему очень понравился. Программист заметил, что решил создать Resurrection потому, что он большой фанат и, кроме того, «это шанс доказать самому себе, что можешь создать нечто похожее на ту игру, в которую сам любишь играть». В отличие от CT64, новая игра должна была представлять короткое демо из 10 эпизодов (сюжет которых основан на событиях Chrono Trigger), разработанное на кроссплатформенном движке с трёхмерной графикой. Натан Лазур объяснил, что для небольшой команды разработчиков создать полноценный ремейк Chrono Trigger будет слишком сложно: это потребует больших финансовых затрат и очень много времени, поэтому разработка небольшой игры будет предпочтительнее. Он также заметил, что очень многие фанаты просили создать полноценную игру, но это было бы возможно только в том случае, если бы компания Square дала своё официальное разрешение, что, по мнению Лазура, «очень маловероятно", кроме того, "они сами сделают это гораздо лучше». Планировалось, что версия для Windows будет доступна для бесплатной загрузки из интернета, а портированные версии для Nintendo GameCube и Xbox вместе с SDK будут доступны для официальных разработчиков.
Большая часть новой команды разработчиков была нанята через веб-сайт Gamasutra; создание игры проводилось в небольшом офисе дома у Натана Лазура в Монреале. В команду входило девять человек, многие из которых имели около двух с половиной лет опыта работы в области разработки компьютерных игр. Лазур впоследствии говорил, что начал серьёзно задумываться о качестве демо-игры только после того, как в проект пришёл арт-директор Луис Мартинс (англ. Luis Martins). В числе других профессиональных дизайнеров были Моис Брэтон (англ. Moise Breton), ранее работавший над трёхмерными моделями персонажей для знаменитого фильма Матрица: Перезагрузка и Мишель Кадио (англ. Michel Cadieux), художник-мультипликатор из компании Microids. Трудности возникли при создании игрового движка, так как Лазур был единственным программистом и ему приходилось делать всё самостоятельно.
Саундтрек для игры был написан Мэтью Валентом (англ. Mathew Valente), который ранее работал над первым проектом, в рамках которого планировалось создать игру для Nintendo 64. Натан Лазур утверждал, что слушал музыку Валента ещё до того, как познакомился с ним, поэтому был очень рад, когда композитор согласился присоединиться к проекту. Музыкальное сопровождение состояло из аранжированных версий официального саундтрека Chrono Trigger, который написали композиторы Ясунори Мицуда, Нобуо Уэмацу и Норико Мацуэда. Валент хотел передать атмосферу, которую создавал оригинальный саундтрек, но при этом усовершенствовать звуковое сопровождение для новой платформы. Большинство аранжировок было записано в формате Impulse Tracker, а затем конвертированы в MIDI и улучшены с помощью специальных инструментов.
Среди всех возникающих проблем в процессе разработки Натан Лазур отдельно выделил нехватку времени:

…Всё же самая большая проблема — это нехватка времени. Все члены команды ведут активную жизнь… Кроме того, многие работают в игровой индустрии, и я могу сказать, что такой труд отнимает очень много энергии. Зачастую, когда возвращаешься домой, хочется поспать или просто отдохнуть от компьютера. А мы приходим домой и работаем над этим проектом всё свободное время. В таких условиях очень трудно создать даже небольшое демо, наподобие этого. Скажу честно, мы вкладываем всю душу в эту игру.— Натан Лазур, программист и директор

### Содержание игры
Команда планировала передать атмосферу оригинальной игры в своём демо, улучшив при этом графику и саундтрек. В игру должно было входить десять сцен из Chrono Trigger. Несмотря на просьбы фанатов, разработчики не планировали создать полный ремейк игры, так как у них не было необходимых ресурсов и они считали, что результат был бы не сравним с продуктами компании Square. Сюжет Chrono Resurrection был немного изменён, чтобы запланированные эпизоды сочетались друг с другом.
Предполагалось, что отряд игрока будет состоять из заранее определённого набора персонажей; также можно было бы находить дополнительных (секретных) героев для повышения интереса к повторному прохождению игры. Из-за нехватки времени, разработчики не были уверены, что станут добавлять двух героев — Робо и Эйлу — из семи, которые фигурировали в оригинальной игре. «Качество, а не количество», — заметил Лазур в одном из интервью. Так как команда планировала улучшить графику по сравнению с предыдущими играми серии, дизайнеры персонажей столкнулись с трудностями, связанными с созданием героев ввиду разницы между спрайтами, рисунками и анимированной графикой. Тем не менее они отмечали, что смогли справиться с этой проблемой и даже добавили немного своего творчества.

## Закрытие проекта и критика
Релиз Chrono Resurrection должен был состояться на Рождество 2004 года. К этому моменту о готовящейся игре узнало множество фанатов и, по словам Натана Лазура, их веб-сайт посетило около миллиона человек, многие оставляли свои комментарии и пожелания. Однако японская компания Square Enix, создавшая игры серии Chrono, послала команде разработчиков Resurrection Team письмо с требованием закрыть проект и прекратить разработку игры ввиду нарушения авторских прав. Сначала Лазур посчитал письмо шуткой, но юрист, прочитав его, ответил: «Это не шутка». «Вместо трейлера с финальной надписью „Выход состоится в ближайшее время“ нам пришлось писать „Спасибо за вашу поддержку“», — говорит Натан в одном из интервью. Таким образом, проект был закрыт 6 сентября 2004 года. По словам разработчиков, за три месяца до получения ими письма, с IP-адресов Square Enix постоянно осуществлялись просмотры веб-сайта Chrono Resurrection и загрузка информации об игре. Они предположили, что сайт посещали скорее рядовые служащие, нежели руководство компании, и надеялись, что они воспримут демо таким, каким оно было запланировано — данью Chrono Trigger, а не его заменой.
Веб-сайты, посвящённые компьютерным играм, такие, как 1UP.com и GameSpot назвали проект «амбициозным», хорошо отозвавшись о графике разрабатываемой игры, заметив также, что стиль, в котором нарисованы персонажи, очень похож на стиль Акиры Ториямы, создателя оригинальных персонажей Chrono Trigger. Рецензент 1UP.com также добавил, что факт закрытия проекта «печален», но Square Enix не могла позволить, чтобы игра, пытающаяся «соперничать» с Trigger, вышла в свет. Обозреватель GameSpot, помимо своего разочарования, связанного с закрытием проекта, отметил, что никаких новостей, связанных с созданием новой официальной игры серии Chrono (которая должна была выйти под торговой маркой Chrono Break), так и не поступило. «Фанаты остались ни с чем», — заключает он. Обозреватель сайта Nintendo World Report высоко оценил графику и музыку Chrono Resurrection, назвав качество работы «профессиональным». Он также выразил своё сожаление по поводу закрытия проекта:

Очень жаль, что юристы задавили такой многообещающий проект. И, тем не менее, команда не отчаивается и уже планирует создать что-то «новое и свежее». Мы признательны всем, кто работал над этой игрой…— Михаэль Коул, обозреватель сайта Nintendo World Report
Рецензент GamePro Australia назвал проект «вероятно, самым лучшим ремейком, созданным фанатами игры, который был раздавлен гигантским ботинком крупной компании».
Фанаты отправили несколько прошений по интернету в компанию Square Enix, надеясь, что проекту всё же будет дан зелёный свет; однако это не оказало никакого эффекта. Натан Лазур, который, конечно, был расстроен, не стал винить Square, понимая, что она защищала свою интеллектуальную собственность. Программист сказал, что для него «большой честью является уже то, что его проект заметили». Также Лазур отметил, что во избежание таких ситуаций разработчики подобных фанатских игр должны предварительно отправлять демо в компанию-правообладатель. Впоследствии команда просила, чтобы юрист помог составить им письмо для отправки в Square с просьбой пересмотреть своё решение, но ответа на него не последовало. Мэтью Валент, композитор Resurrection Team, заметил, что письмо от Square опечалило очень многих фанатов:

Я думаю о Chrono Resurrection и меня всё ещё огорчает то, что случилось. Я знаю очень многих людей, которые действительно любят Chrono Trigger и надеются, что Square Enix наконец-то выпустит продолжение. <…> Я продолжаю надеяться, что в один маловероятный день, Square разрешит нам продолжить свою работу…— Мэтью Валент, композитор
До закрытия проекта Натан Лазур сообщил, что его команда не планирует создавать ремейки других игр после работы над Resurrection и, скорее, займётся разработкой оригинальной видеоигры, действие которой будет происходить в Японии эпохи феодализма.

### Компендиумы
- Chrono Center — крупнейший японоязычный ресурс по играм серии Chrono (яп.)
- Chrono Compendium — крупнейший англоязычный ресурс по играм серии Chrono (англ.)